# Леонов, Павел Петрович (Герой Социалистического Труда)
Павел Петрович Леонов  (1916—1983) — советский работник промышленности, Герой Социалистического Труда.

## Биография
Родился 25 января 1916 года в поселке Свободный Российской империи (ныне город Черепаново Новосибирской области) в рабочей семье. Русский.
Получил среднее образование. Затем окончил ФЗУ Новосибирского завода горного оборудования (ныне профессиональное училище № 1) в Новосибирске. Участник Великой Отечественной войны.
С 1946 года трудовая деятельность Леонова связана с Новосибирским приборостроительным заводом. Начинал работать шлифовщиком, с 1963 по 1983 год — мастер механического цеха. Был наставником молодежи, председателем Совета мастеров.
Умер 9 апреля 1983 года, похоронен в Новосибирске на Заельцовском кладбище.

## Награды
- За особые заслуги в выполнении заданий пятилетнего плана, большой личный вклад в создание новой специальной техники и изделий народно-хозяйственного назначения Указом Президиума Верховного Совета СССР от 26 апреля 1971 года наладчику Новосибирского приборостроительного завода им. Ленина — Павлу Петровичу Леонову присвоено звание Героя Социалистического Труда.
- Награждён орденом Ленина, медалями и знаками.